# 미니 지지대 더비
미니 지지대 더비 또는 단순히 지지대 더비, 또는 지지대 더비 시즌2는 K리그 소속인 수원 FC와 FC 안양간의 더비 경기로 2013년 2월 2일 FC 안양이 창단되면서 시작되었다.

## 역사

### 탄생 배경과 과정
1996년부터 이어져 온 안양 LG 치타스와 수원 삼성 블루윙즈의 라이벌 매치였던 지지대 더비가 2004년에 안양 LG 치타스가 서울특별시로 연고지를 옮기고 구단 공식 명칭을 FC 서울로 변경하면서 안양과 수원, 두 도시 간의 더비는 더 이상 볼 수 없게 되었다. 2012년 수원 FC의 프로화가 확정되며  2012년 10월 안양시민프로축구단 FC 안양의 창단이 결정되고 2013년 2월 2일 FC 안양이 창단하면서 안양 팀과 수원 팀의 더비 매치가 부활했다.

## 경기장
| 수원 FC            | 수원F안양미니 지지대 더비(대한민국) | FC 안양            |
| ------------------ | ----------------------------------- | ------------------ |
| 수원종합운동장     | 수원F안양미니 지지대 더비(대한민국) | 안양종합운동장     |
| 수용인원: 11,808명 | 수원F안양미니 지지대 더비(대한민국) | 수용인원: 17,143명 |
|                    | 수원F안양미니 지지대 더비(대한민국) |                    |

## 같이 보기
- 지지대 고개
- 지지대 더비
- FC안양
- 수원 FC